# Dystypoptila hebes
Dystypoptila hebes là một loài bướm đêm trong họ Geometridae.